# پورت نیل، استرالیای جنوبی
پورت نیل (به انگلیسی: Port Neill) یک شهرک در استرالیا است، که در استرالیای جنوبی واقع شده است.